# Моролеон
Моролео́н (исп. Moroleón) — город и административный центр одноимённого муниципалитета в мексиканском штате Гуанахуато. Численность населения, по данным переписи 2010 года, составила 43 200 человек.

## Общие сведения
Название Moroleón составное: Moro от morar — жить, проживать, а León — в честь генерала Антонио Леона, участника войны за независимость Мексики.
Город основан в 1601 году Хуаной де Мединой-и-Кальдерон. В 1845 году ему присвоен статус посёлка, а в 1929 году статус города.